# Smegma (gruppo musicale)
Gli Smegma sono una band statunitense di musica sperimentale formatosi a Pasadena, California nel 1973. Originariamente parte del movimento degli anni settanta Los Angeles Free Music Society (LAFMS), gli Smegma è uno dei pochi collettivi musicali dell'era attuale che è ancora attivo. L'autore Richard Meltzer divenne il loro vocalist alla fine del 1990. Il gruppo venne incluso nella Nurse With Wound list e più recentemente è stato descritto sulla copertina dell'edizione dell'agosto 2006 di The Wire.

## Formazione
- Ju Suk Reet Meate
- Dennis Duck (ex membro)
- Cheese-It-Ritz (ex membro)
- Cheesebro (ex membro)
- Amazon Bambi
- Chucko Fats
- Pizza Rioux (ex membro)
- Iso
- Dr. Id
- Dr. Odd (ex membro)
- Jerry
- Foon
- Ace Farren Ford (ex membro)
- Electric Bill
- Jerry A.
- Arsene Zara
- Borneo Jimmy
- Burnerd Mind
- Conroy
- Oblivia
- Victor Sparks
- Harry Cess Poole (ex membro)
- Samak Cosemano
- Frank Chavez (ex membro)
- D. K. (ex membro)
- Richard Meltzer (ex membro)
- Stan Wood
- Tom Recchion

## Discografia
- 1971: Glamour Girl 1941
- 1982: Pigs for Lepers
- 1983: Spontaneous Sound
- 1987: Nattering Naybobs of Negativity
- 1988: Smell the Remains
- 1994: Ism
- 1995: The Goodship Poleshiner
- 1996: The Mad Excitement, The Barbaric Pulsations, The Incomparable Rhythms of...
- 1996: Play
- 1997: Glamour Girl 1941
- 1997: Wild Man Fischer and Smegma Sing Popoular Songs (feat. Wild Man Fischer)
- 2003: The Beast (feat. Wolf Eyes)
- 2004: Thirty Years of Sevice (feat. Steve Mackay)
- 2005: Rumblings (compilation 1997-2003)
- 2010: I Am Not Artist (compilation 1973-1988)